# Johann Jacob Mezler
Johann Jacob Mezler (* 27. Juni 1804 in Fürth; † 11. Oktober 1839 München) war ein deutscher Maler und Zeichenlehrer des Biedermeiers in der ersten Hälfte des 19. Jahrhunderts.
Seine Kindheit verbrachte er in Fürth, wo sein Vater, Johann Peter Metzler, Bäckermeister war. Sein Zeichentalent wurde früh entdeckt und so erhielt er nach seiner Grund- und höheren Volksschule Zeichenunterricht von Elias Oehme (1761–1843).
Im Jahr 1823 ging er nach München und studierte an der Akademie der Bildenden Künste bei Professor Johann Peter von Langer Malerei. Neben seiner künstlerischen Ausbildung widmete er sich auch vertiefend dem Studium der Kunstgeschichte und schloss mit großem Erfolg die Akademie 1828 ab.
Nach seinem Studium verdiente er sich einerseits als selbständiger Maler von Historien, Porträt- und Heiligenbildern. Zum anderen begann er sofort nach dem Studium auch auf privaten Zeichenschulen zu unterrichten. Sein Erfolg machte ihn 1836 selbst zum Vorsteher einer solchen Anstalt und entwickelte diese zu einer der bedeutendsten Institute von München.
Sein angenehmes Wesen machte ihn nicht nur bei seinen Schülern, sondern auch in befreundeten Malerkreisen beliebt. So war er unter anderem auch mit Friedrich von Amerling befreundet, den er porträtierte, als dieser in München verweilte. Im selben Jahr, 1839, als er sein Glück auch durch seine Heirat vervollständigen wollte, erkrankte er an einer Gehirnentzündung und verstarb vierzehn Tage später im sechsunddreißigsten Lebensjahr.

## Werke

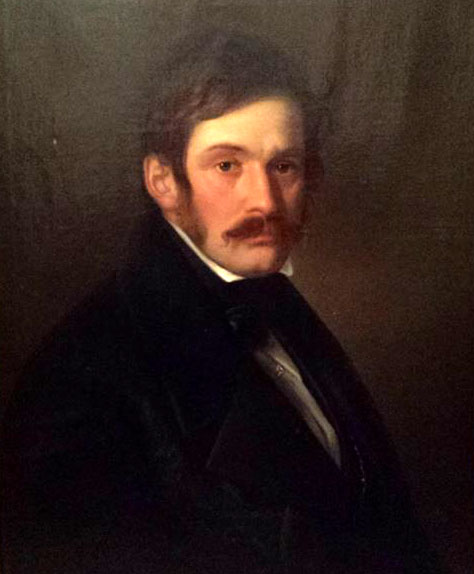
Amerling, von Mezler 1839

- Heilige Familie. 1832[5]
- Friedrich von Amerling. 1839.